# Каризоло
Каризоло (італ. Carisolo) — муніципалітет в Італії, у регіоні Трентіно-Альто-Адідже,  провінція Тренто.
Каризоло розташоване на відстані близько 500 км на північ від Рима, 30 км на захід від Тренто.

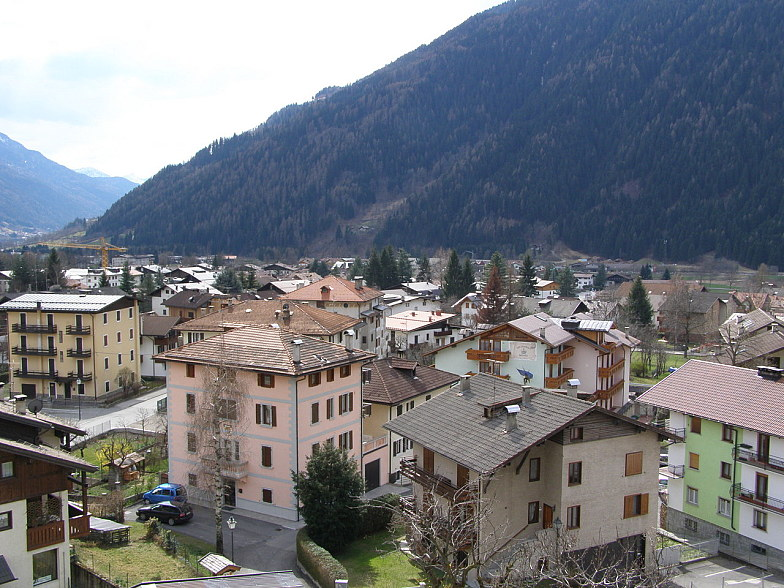

Населення — 975 осіб (2014).
Покровитель — святий Миколай.

## Демографія
Населення за роками:

Станом на 1 січня 2023 року в муніципалітеті офіційно проживало 68 іноземців з 15 країн, серед них 34 громадяни країн Євросоюзу.

## Сусідні муніципалітети
- Кадерцоне
- Джустіно
- Оссана
- Пінцоло
- Вермільйо